# Mycobacteriaceae
Pour les articles homonymes, voir BAAR.
 (novembre 2022).
Famille
Les Mycobacteriaceae sont une famille de bacilles classés Gram positif d'après leur structure, mais en pratique difficilement colorables par la méthode de Gram, de l'ordre des Mycobacteriales. Une fois colorées par une technique adéquate, ces bactéries ne se décolorent ni sous l'action des acides forts ni sous celle de l'éthanol ce qui leur vaut la dénomination traditionnelle de bacilles acido-alcoolorésistants (ou BAAR).

## Taxonomie
À la suite de l'amendement de la description de l'ordre des Mycobacteriales par Gupta en 2019, les Mycobacteriaceae font désormais partie de celui-ci.

## Propriétés d'enveloppe
La propriété d'acido-alcoolo-résistance est liée à la structure même de leur paroi cellulaire qui forme une véritable enveloppe cireuse et protectrice du fait de sa richesse exceptionnelle en acides gras et lipides (23 % contre 1-2 % chez les autres germes).

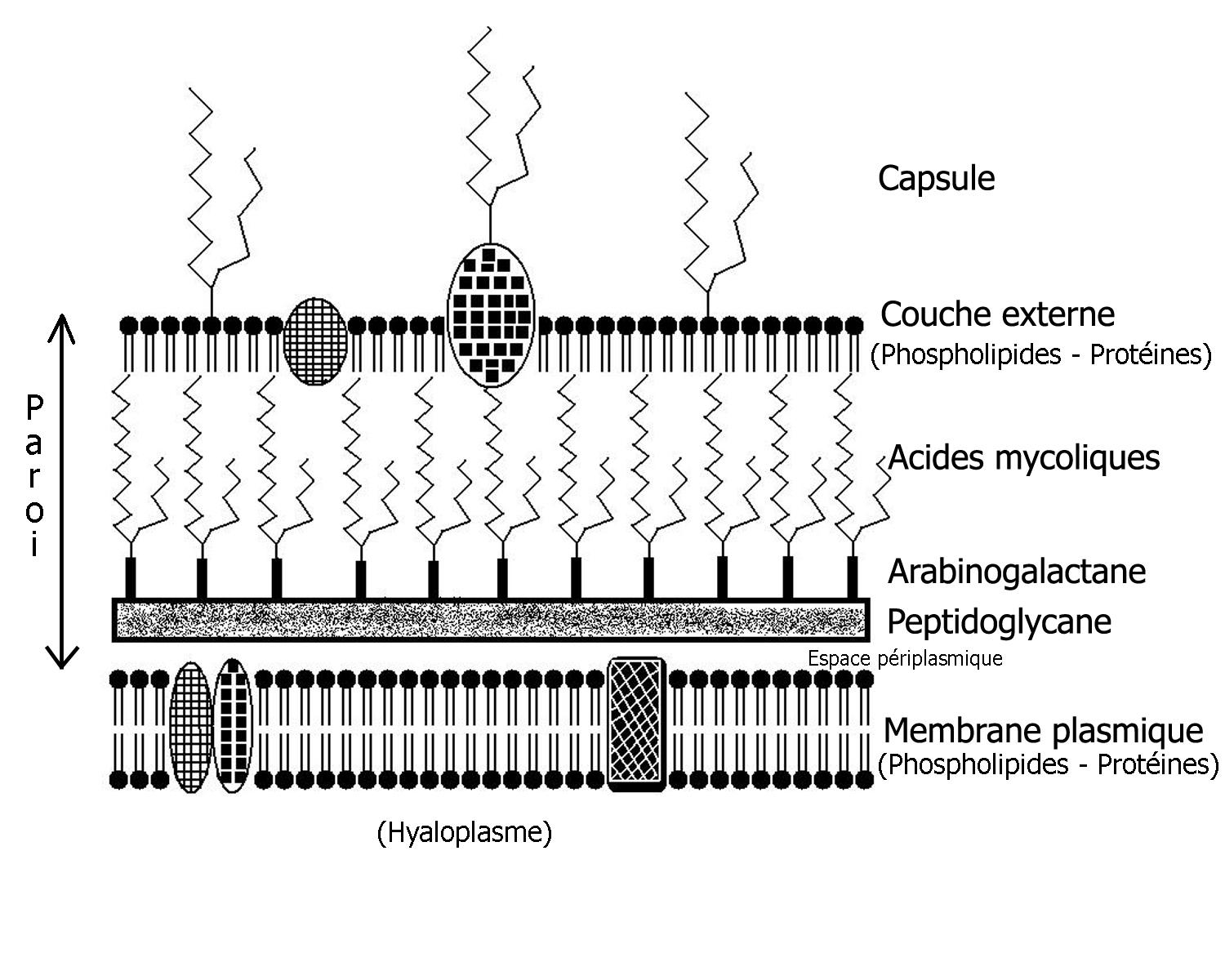
Schéma de l'enveloppe cellulaire des BAAR

Le squelette de la paroi est composé de peptidoglycane (appelé aussi muréine) relié de façon covalente à un hétéroside : l'arabinogalactane, lui-même estérifié par des acides mycoliques, acides gras particuliers à très longue chaîne. Ils forment alors des cires.
La présence de ces cires de mycolates d'arabinogalactane dans la paroi fixées sur le peptidoglycane est cause de l'AAR par :
- L'hydrophobie importante qui rend difficile la pénétration des agents colorants et décolorants.
- La fixation de la fuchsine sur les acides mycoliques, fixation qui retiendrait de plus la fuchsine qui a pénétré dans le bacille.

La couche externe, sorte de capsule, est de composition et structure complexes. On estime aujourd'hui qu'il y a :
- une couche externe constituée de polyosides et de protéines (dont une alanine déshydrogénase) et de quelques lipides dont la nature reste encore un mystère (lipoprotéine ?) ;
- une couche interne beaucoup plus riche en lipides.

## Écologie
Ces bactéries sont intracellulaires facultatives et peuvent survivre un an dans les fèces des bovins et sur le sol.

### Habitat
Elles se rencontrent dans la nature où elle vivent en saprophytes, mais également chez l'Homme et les animaux où elles se comportent soit en commensales soit en pathogènes. Quelques espèces sont pathogènes strictes pour l'homme et d'autres pour l'animal.

### Pouvoir pathogène
Les mycobactéries pathogènes strictes sont responsables de maladies spécifiques :
- Mycobacterium leprae est responsable de la lèpre ;
- Mycobacterium ulcerans est responsable de l'ulcère de Buruli, maladie classée parmi les maladies tropicales négligées par l'OMS ;
- Les quatre espèces M. tuberculosis, M. bovis, M. canetti et M. africanum sont regroupées sous le nom de bacilles tuberculeux et sont responsables de la tuberculose (on désigne parfois M. tuberculosis comme un synonyme de bacille tuberculeux, mais il s'agit bien d'une espèce à part entière) ;
- Mycobacterium bovis est l'agent responsable des tuberculoses bovines, mais se retrouve dans quelques rares cas d'infections humaines ;
- Mycobacterium avium est l'agent de la tuberculose aviaire ;
- Les mycobactéries non tuberculeuses (anciennement appelées "atypiques") présentent de nombreuses espèces saprophytes mais aussi quelques espèces pouvant provoquer chez l'Homme soit des infections locales (cutanées ou ganglionnaires), soit des syndromes pseudo-tuberculeux, ex. : Mycobacterium marinum ;
- Mycobacterium paratuberculosis, ou bacille de Johne, est l'agent d'une entérite des bovidés.

## Caractères morphologiques

### Morphologie microscopique
Les mycobactéries se présentent comme des bacilles fins, légèrement incurvés voire ramifiés. Ils sont immobiles, dépourvus de spores.
Ils n'ont pas de capsule à proprement parler.

### Coloration
Ces bactéries se colorent très mal par les techniques conventionnelles, leur paroi riche en lipides rendant difficile la pénétration des colorants.
Après coloration de Gram elles apparaissent quelquefois Gram positif mais sont le plus souvent non observables. Cette coloration classique ne présente donc pas d'intérêt pour leur étude.
Des techniques spéciales ont été mises au point pour mettre en évidence le caractère d'acido-alcoolo-résistance, c'est la technique de référence de Ziehl-Neelsen où les bacilles colorés à chaud par la fuchsine de Ziehl conservent alors leur coloration rouge sous l'action combinée d'un acide fort et d'alcool. C'est une coloration qui peut être faite en 20 min environ (15 minutes de fuschine, puis 3 fois 1 min de la liqueur d'Armand).
D'autres colorations ont aussi fait leur apparition : la coloration de Kinyoun et la coloration à l'auramine. L'interprétation des résultats ne doit pas être confondue avec ceux d'une coloration de gram. À la coloration de gram, le résultat pour une bactérie gram + est violet alors qu'avec la coloration de Kinyoun, le résultat pour un gram + est rose.

## Culture
Les mycobactéries se différencient fondamentalement par leurs caractères structuraux :
- Les bacilles tuberculeux (Mycobacterium tuberculosis, M. bovis, M. africanum) ne cultivent que sur milieux adaptés aux mycobactéries (milieu Lowenstein-Jensen), incubés à 37 °C; les cultures sont lentes et non pigmentées (21 jours d'incubation minimum).
- Les mycobactéries atypiques présentent des exigences moindres : elles peuvent se cultiver à des températures inférieures à 37 °C et parfois même sur milieux usuels (mycobactéries à croissance rapide dites atypiques : croissance en 5 à 10 jours).
- Le bacille de la lèpre (Mycobacterium leprae) ne se cultive sur aucun milieu.

Les cultures se présentent généralement comme des colonies mates, peu bombées, irrégulières et d'aspect sec (de type Rough). Les Mycobacterium tuberculosis présentent une irrégularité atypique : elle est dite en « chou-fleur ».

## Caractéristiques biochimiques et génétiques
Les mycobactéries sont des aérobies strictes, parfois microaérophiles à l'isolement.
Elles sont très résistantes à la dessiccation allant jusqu'à quelques années de survie à l'état desséché et au froid.
Les mycobactéries résistent aux antiseptiques hydrosolubles (mais sont sensibles aux produits liposolubles, comme alcool, éther). Elles résistent aux enzymes des phagocytes (les lysosomes ne contiennent que peu de lipases). On observe chez les mycobactéries un ralentissement des échanges nutritifs : alors que la plupart des microbes pyogènes se divisent une fois toutes les 10 à 20 minutes, le bacille tuberculeux se divise une fois toutes les 10 à 20 heures tandis que celui de la lèpre se divise une fois tous les 20 jours. Ceci explique le caractère beaucoup plus lent et chronique des mycobactérioses.
Le génome de Mycobacterium tuberculosis a été entièrement séquencé : elle possède un chromosome circulaire de 4 411 529 paires de bases (GC%=65.6) pour 3924 gènes.
Un gène particulier semble essentiel au pouvoir pathogène chez l'Homme, gène absent chez le BCG et Mycobacterium microti. Il s'agit d'un gène codant une protéine ESAT-6, sécrétée par la bactérie et déclenchant une forte production d'interféron Gamma, à l'origine de tests diagnostics récents.

## Liste des genres
La révision du genre Mycobacterium proposée en 2018 par R.S. Gupta et al. sur la base de techniques de phylogénétique moléculaire s'est répercutée en amont sur la famille des Mycobacteriaceae. La création de quatre nouveaux genres (supposés monophylétiques) a permis de recevoir un grand nombre d'espèces exclues du genre Mycobacterium, lequel a été conservé avec un périmètre réduit.
Selon la LPSN (26 novembre 2022) la famille des Mycobacteriaceae inclut désormais les genres suivants :
- Bactoderma Tepper & Korshunova 1973
- Mycobacterium Lehman & Neumann 1896 – genre type
- Mycolicibacter Gupta et al. 2018
- Mycolicibacillus Gupta et al. 2018
- Mycolicibacterium Gupta et al. 2018
- Mycobacteroides Gupta et al. 2018
- Stibiobacter Lyalikova 1974

Bien que la publication des noms issus de ce remaniement ait été réalisée en conformité avec les critères de validité habituels dans ce domaine, il n'a pas rencontré l'adhésion de l'ensemble de la communauté scientifique. Certains cliniciens et biologistes médicaux, sans remettre en cause la validité du travail de ces auteurs, y voient une source de confusion et soulignent que les anciennes dénominations demeurent applicables,.